# Greenwood Township (comté de Columbia, Pennsylvanie)
Pour les articles homonymes, voir Greenwood Township.
Greenwood Township est un township, situé au nord de la partie centrale du comté de Columbia, aux États-Unis,. En 2010, il comptait une population de 1 952 habitants.

## Démographie
Lors du recensement de 2010, le township comptait une population de 1 952 habitants. Elle est également estimée, en 2018, à 583 habitants.

### Source de la traduction
- (en) Cet article est partiellement ou en totalité issu de l’article de Wikipédia en anglais intitulé « Greenwood Township, Columbia County, Pennsylvania » (voir la liste des auteurs).